# Andy Ost
Andreas „Andy“ Ost (* 14. Oktober 1980 in Hanau) ist ein deutscher Sänger, Songwriter und Comedian.

## Werdegang

### Kabarett – Bühne & TV
Mit neun Jahren stand Ost zum ersten Mal als Büttenredner auf einer Bühne. 2007 überzeugte er mit seinen musikalischen Parodien bei der Mainzer Fastnacht und schaffte es so als Senkrechtstarter in die Livesendung Mainz bleibt Mainz, wie es singt und lacht. Auch im Februar 2018 war Ost Gast der Sendung und führte gemeinsam mit Tobias Mann „mit musikalisch-parodistischen Höhenflügen die aktuellen Muster der Musikcomedy in der Fastnacht ein.“ 2015, 2016 sowie 2018 war Ost Teil der vom Hr-fernsehen übertragenen, „etwas anderen Fastnachtssitzung“ Rosa Wölkchen, 2017 trat er in der von Olivia Jones und Bernd Stelter moderierten Show KarnevalsKracher auf. Im Juni 2017 zählte Ost zu den Künstlern im Showprogramm des Hessentags. 2015 und 2018 unterstützte Ost die Benefizveranstaltung Bad Kreuznach lacht ….
In der Saison 2017/18 nahm Ost an der Kabarettbundesliga teil, als deren Sieger er im Juni 2018 hervorging.
Ab 2010 tourte er mit seinem ersten abendfüllenden Soloprogramm Völlig schmerzfrei!. Im Jahr 2013 folgte Ein Quantum Ost, 2016 Im Eufer der Phorie. Für Herbst 2018 wurde die Tour seines vierten Soloprogramms Kunstpark Ost angekündigt, zudem ist Ost gemeinsam mit Johannes Scherer seit 2014 als Comedy-Duo mit dem Programm Very Nice unterwegs.
Seit 2021 moderiert er die hr-Fernsehsendung Hessen lacht zur Fassenacht.

### Musik
Im Sommer 2014 reiste Ost nach Los Angeles, um sein erstes Studioalbum Bock auf Leben im Tonstudio des Mötley-Crüe-Drummers Tommy Lee aufzunehmen. Am 12. Dezember 2015 wurde es von der Jury des 33. Deutschen Rock & Pop Preises sechsfach ausgezeichnet.
Am 15. Oktober 2016 lud Ost zum Konzert des Lebens in die Frankfurter Festhalle. Musikalische Gäste des Abends waren unter anderem der Moderator und Comedian Johannes Scherer, Woody Feldmann und der deutsche Zauberkünstler und Illusionist Peter Valance.
2017 veröffentlichte Ost zum Tag der Deutschen Einheit den Song „Zusammen sind wir Deutschland“, von dem im Juni zudem eine Version anlässlich der Fußball-Weltmeisterschaft 2018 erschien.

### Magie
2014 erlangte Ost einen Abschluss an der Akademie der Zauberkunst (Jedinat Zauberschule).

## Privatleben
Ost ließ sich bei der Deutschen Lufthansa zum Piloten ausbilden.
Er ist verheiratet und lebt mit seiner Familie in der Nähe von Hanau.

## TV-Auftritte (Auswahl)
- 2007: Mainz bleibt Mainz, wie es singt und lacht[16]
- 2008: Mainz bleibt Mainz, wie es singt und lacht[17]
- 2011: Mainz bleibt Mainz, wie es singt und lacht[18]
- 2013: Mainz bleibt Mainz, wie es singt und lacht[19]
- 2015: Blühende Landesgartenschau – Die SWR Sommer-Show aus Landau[20]
- 2017: Mainz bleibt Mainz, wie es singt und lacht[21]

## Auszeichnungen
- 2013: NightwashTalent Award (Kabarett – Finalist)[22]
- 2015: sechsfache Auszeichnung beim Deutschen Rock und Pop Preis (Musik)[23]
- 2015: Fränkischer Kabarettpreis (Kabarett – Sieg)[24]
- 2016: vierfache Auszeichnung beim Deutschen Rock und Pop Preis (Musik)[25]
- 2017: Goldener Apfel/Vorarlberger Comedy Preis (Kabarett – Sieg Kategorie Jury & Publikum)
- 2017/18: Kabarettbundesliga (Kabarett – Sieg)[26]

## Veröffentlichungen
- 2015: Bock auf Leben (CD)[27]
- 2018: Wellenreiten (CD)